# Taufkirchen, Mühldorf
Taufkirchen là một đô thị thuộc huyện Mühldorf bang Bayern nước Đức